# Kemal Görgü
Kemal Görgü, född 5 januari 1956 i Turkiet, är en svensk skådespelare av kurdiskt ursprung. Görgü är även en av Kurdiska Teaterns grundare.
Tidigare har Görgü studerat pedagogik och psykologi på Stockholms universitet och arbetar som konsult med personalfrågor rörande arbetsklimat samt med rådgivning och konfliktlösning i familj- och ungdomsfrågor.
Kemal Görgü är också aktiv i Artister för fred och framförde 2006 sin berättelse "Björnen" på fredsgalan i Stockholms stadshus.

## Produktioner i urval
- Gubbarnas Middag [2]
- 2002 – Hus i helvete
- 2013 – Ömheten

Destination nordsjön

## Fotnoter
1. ↑  http://www.berattarlabbet.se/om_oss.htm Arkiverad 11 augusti 2010 hämtat från the Wayback Machine. Berättarlabbet.se
2. ↑  Recension: Gubbarnas middag - Gubbar med diskret humor, Svenska Dagbladet, 2004-10-30